# Spangenhelm

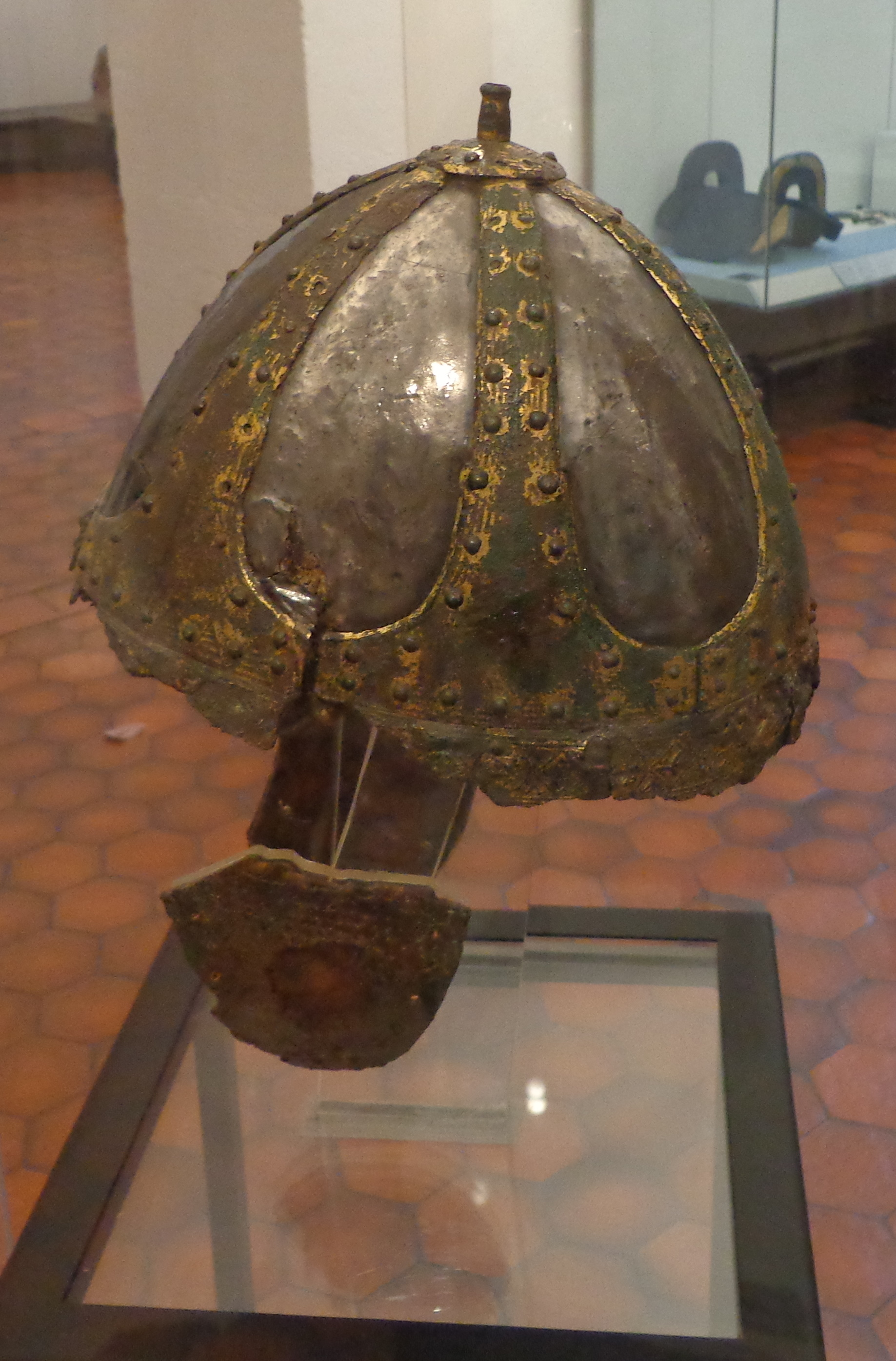
Spangenhelm von Baldenheim im Musée archéologique de Strasbourg

Der Spangenhelm war der meistverbreitete Helmtypus der Spätantike und des Frühmittelalters in Europa. Spangenhelme bestehen aus einem metallenen Stirnreif, aus dem vier bis sechs oder auch mehr Metallleisten (Spangen) in konischer Wölbung in einer Schädelplatte, Helmspitze oder einem Helmzapfen zusammenlaufen. Zwischen den Leisten befinden sich Metallplatten (Segmente), die mit Silber- oder Bronzeblech plattiert sein können. Der Stirnreif besitzt manchmal bogige Brauenausschnitte oder einen Nasenschutz (Nasal). Spangenhelme mit Nasal werden bisweilen als Nasalhelm bezeichnet, obwohl man darunter streng genommen einen anderen Helmtypus versteht. Spangenhelme sind typischerweise mit Wangenklappen und einem Nackenschutz aus Kettengeflecht versehen.

## Geschichte

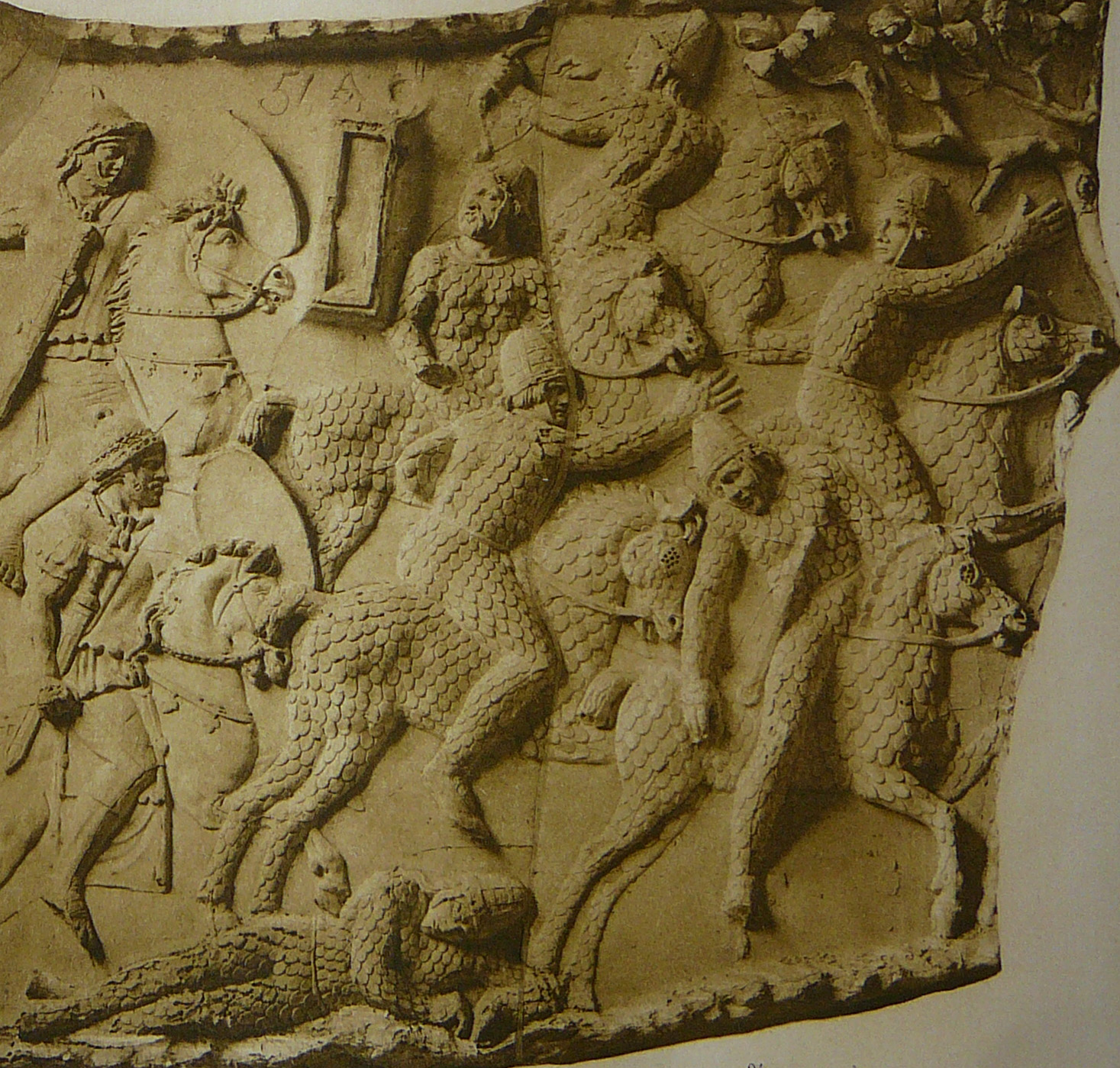
Relief auf der Trajanssäule (um 110 n. Chr.): Die Helme dieser sarmatischen Kataphrakten (rechts) scheinen Spangenhelme zu sein.

Der Spangenhelm ist vermutlich eine Erfindung des nordiranischen Steppenvolks der Sarmaten. Im 1. und 2. Jahrhundert n. Chr. scheinen derartige Helme bei diesem Reitervolk weit verbreitet gewesen zu sein. So sind sarmatische Kataphrakten mit Spangenhelm-ähnlichem Kopfschutz auf der römischen Trajanssäule abgebildet. Aus diesen frühen Jahrhunderten sind jedoch keine Funde von Spangenhelmen bekannt. Von den in Südrussland, der Ukraine und Südosteuropa ansässigen Sarmaten gelangte er vermutlich zuerst an die Römer (und später auch die Byzantiner), dann an benachbarte germanische Stämme. Der bis dahin übliche römische Helm war im späteren 3. Jahrhundert außer Gebrauch geraten. Während im 4. Jahrhundert Kammhelme in Europa weit verbreitet waren, traten ab der Wende zu 5. Jahrhundert vor allem Spangenhelme an ihre Stelle. Im 6. Jahrhundert n. Chr. hatte sich der Spangenhelm auch bei allen germanischen Völkern verbreitet. Außerdem wurde er auch von den Oströmern und den iranischen Sassaniden verwendet und fand auch in umgekehrter Richtung über die in der Steppe ansässigen Turkvölker (Hunnen, Awaren, Chasaren, Petschenegen) seinen Weg nach Zentralasien.
Später als der Spangenhelm taucht im Frühmittelalter Europas der Lamellenhelm auf. Er ist vor allem im Osten verbreitet und erscheint unter dem Einfluss der Langobarden auch in Italien. Einen weiteren europäischen Helmtyp des Frühmittelalters stellen die Vendelhelme (auch Nordische Kammhelme oder Brillenhelme) dar, die ab dem 6. Jahrhundert auftreten und nur aus Skandinavien und England bekannt sind.
Im Hochmittelalter wurde der Spangenhelm in Europa zunehmend von Helmen verdrängt, die aus einer einzigen Eisenplatte gefertigt waren (siehe Nasalhelm). Dennoch sind Spangenhelme auch in Mitteleuropa bis zum Ende des Hochmittelalters nachweisbar. In der um 1250 gefertigten Maciejowski-Bibel werden beispielsweise Kämpfer mit Spangenhelmen neben solchen mit typisch hochmittelalterlichen Helmformen, wie Topfhelmen oder Eisenhüten, dargestellt.
Der in der Heraldik als Spangenhelm bezeichnete Helmtyp ist nicht identisch mit dem historischen Spangenhelm, sondern stellt den im 15. und frühen 16. Jahrhundert gebräuchlichen Kolbenturnierhelm dar.

## Spangenhelme des Typs Baldenheim

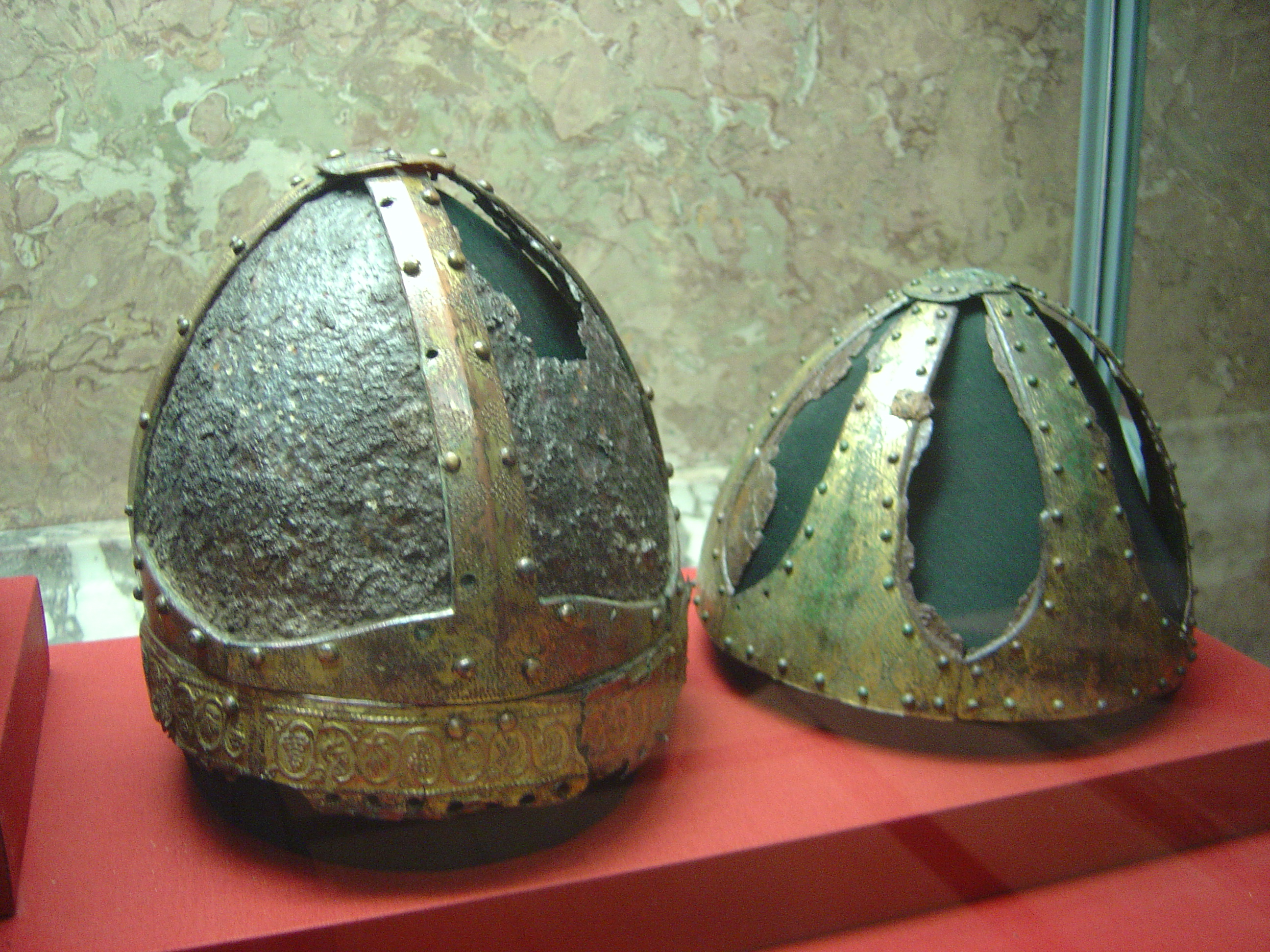
Zwei Spangenhelme des Typs Baldenheim im Kunsthistorischen Museum Wien (St. Vid/Narona I, Steinbrunn)

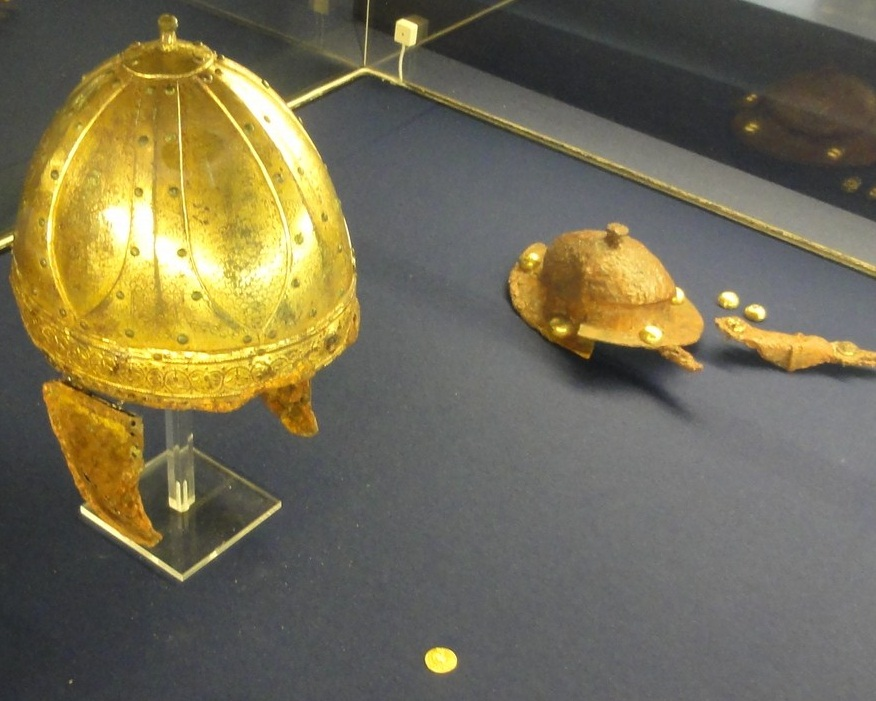
Goldener Spangenhelm aus dem Fürstengrab des Arpvar (um 500 n. Chr.) von Krefeld-Gellep

Typische Spangenhelme vom Typ Baldenheim (benannt nach einem Fundort bei Baldenheim) bestehen aus vier oder sechs vergoldeten oder versilberten Kupferspangen, zwischen die ovale Eisenplatten genietet sind. Das eiserne Stirnband ist mit vergoldetem Kupferblech verkleidet. Die Spangen zeigen recht einfache, geometrische Punzmuster, das Stirnband hochwertige Pressmuster. Dargestellte Motive sind meist christliche Symbole, wie Kreuz, Fisch, Hirsch, Adler oder Weinlaub und Trauben pickende Vögel, als Sinnbild des Paradieses.
Insgesamt sind in ganz Europa 40 derartige Helme gefunden worden, die von der Zeit um 460 bis zum Beginn des 7. Jahrhunderts datieren. Der älteste datierbare Spangenhelm vom Typ Baldenheim ist aus Gültlingen und dürfte etwa in die Zeit zwischen 450 und 480 n. Chr. fallen.
Die teilweise sehr große Ähnlichkeit untereinander deutet darauf hin, dass sie in den Jahrzehnten um 500 in ostgotischen, byzantinischen oder fränkischen Werkstätten hergestellt wurden und oft lange Zeit weitervererbt wurden.
In Deutschland wurde dieser Helmtyp in mehreren Fürstengräbern der Völkerwanderungszeit, beispielsweise in Planig, Gellep, Gammertingen (Fürstengrab von Gammertingen), Stößen (Gräberfeld von Stößen) und Morken gefunden. Weitere bekannte Fundorte dieses Helmtyps in Europa sind St. Vid/Narona in Kroatien, Steinbrunn in Österreich, Dolnie Semerovce in der Slowakei (Kreis Levice), Chalon-sur-Saône in Frankreich und Giulianova (Montepagano) in Italien. Anhand der Verbreitung der Funde kann man schließen, dass die Goten in Italien und auf dem Balkan, die Gepiden in Ungarn, die Burgunden am Genfersee, die Alamannen, Franken, Thüringer und Langobarden in Norditalien diesen Helmtyp verwendeten. Ein Helm stammt aus Nordafrika (Libyen) und ein fragmentarischer Fund ist sogar aus Gotland bekannt.
Während die meisten dieser Helme Schatz-, Opfer- und Flussfunden entstammen, sind sie aus dem Merowingerreich vorwiegend durch Grabfunde bekannt. Nach Schätzungen, die davon ausgehen, dass man wohl nur maximal 1 % der besonders prunkvoll herausragenden (bei einfachen dürften es nur 1 Promille sein) Bestattungen kennt, stehen den ursprünglich 29 bekannten Exemplaren wohl rund 3000 einstmals hergestellte Stücke gegenüber.
Aufgrund der prunkvollen Ausstattung wird gelegentlich spekuliert, dass es sich bei den Baldenheimer Spangenhelmen lediglich um Prunkhelme gehandelt habe, die nicht primär zum Kämpfen gebraucht wurden. Dies wird jedoch durch sichtbare Kampfspuren auf mehreren dieser Helme widerlegt. Auf einem Gräberfeld etwas südlich im Vorfeld des römischen Kastells Gelduba (Krefeld-Gellep) wurde 1962 ein Grab freigelegt, das sich aufgrund einer Inschrift einem lokalen Frankenfürsten mit Namen Arpvar zuordnen ließ (siehe Fürstengrab des Arpvar). Das Grab war unbeschädigt und reichhaltig mit persönlichen und militärischen Beigaben ausgestattet, unter anderem mit einem goldenen Spangenhelm byzantinischer Art. Der Fund datiert aus der Zeit um das Jahr 500 n. Chr.

## Andere Spangenhelm-Typen

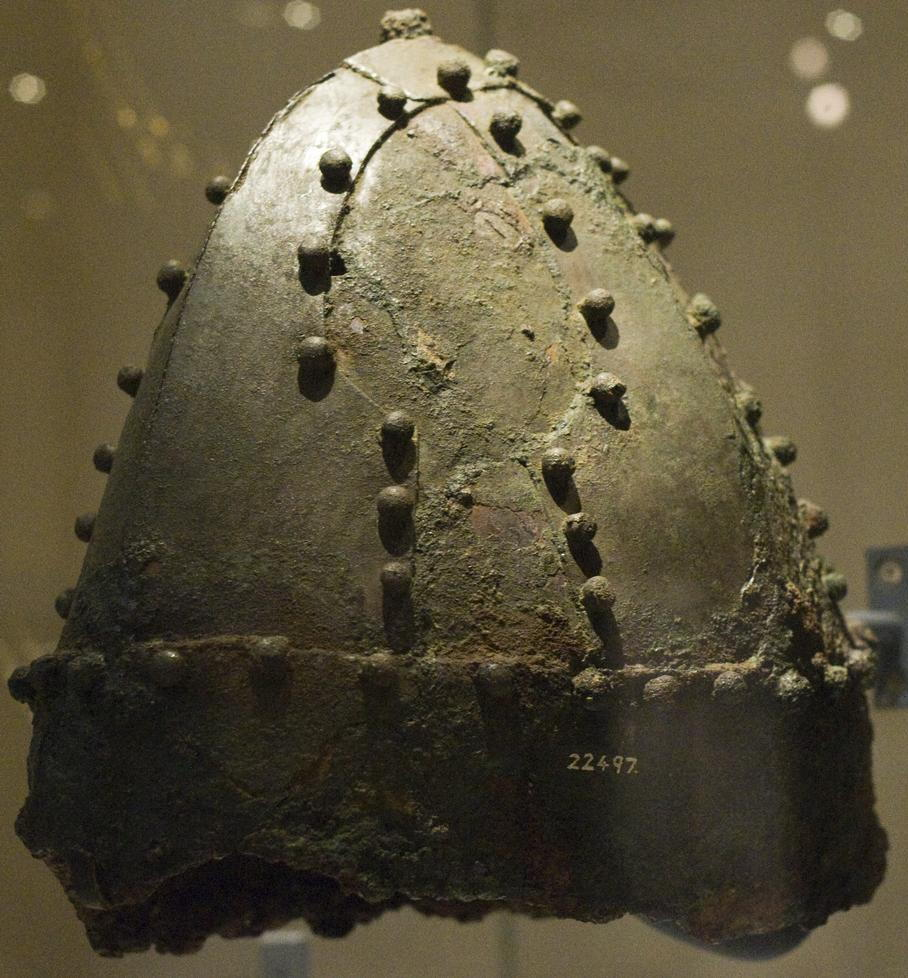
Der Spangenhelm (Ninive III) aus dem heutigen Irak

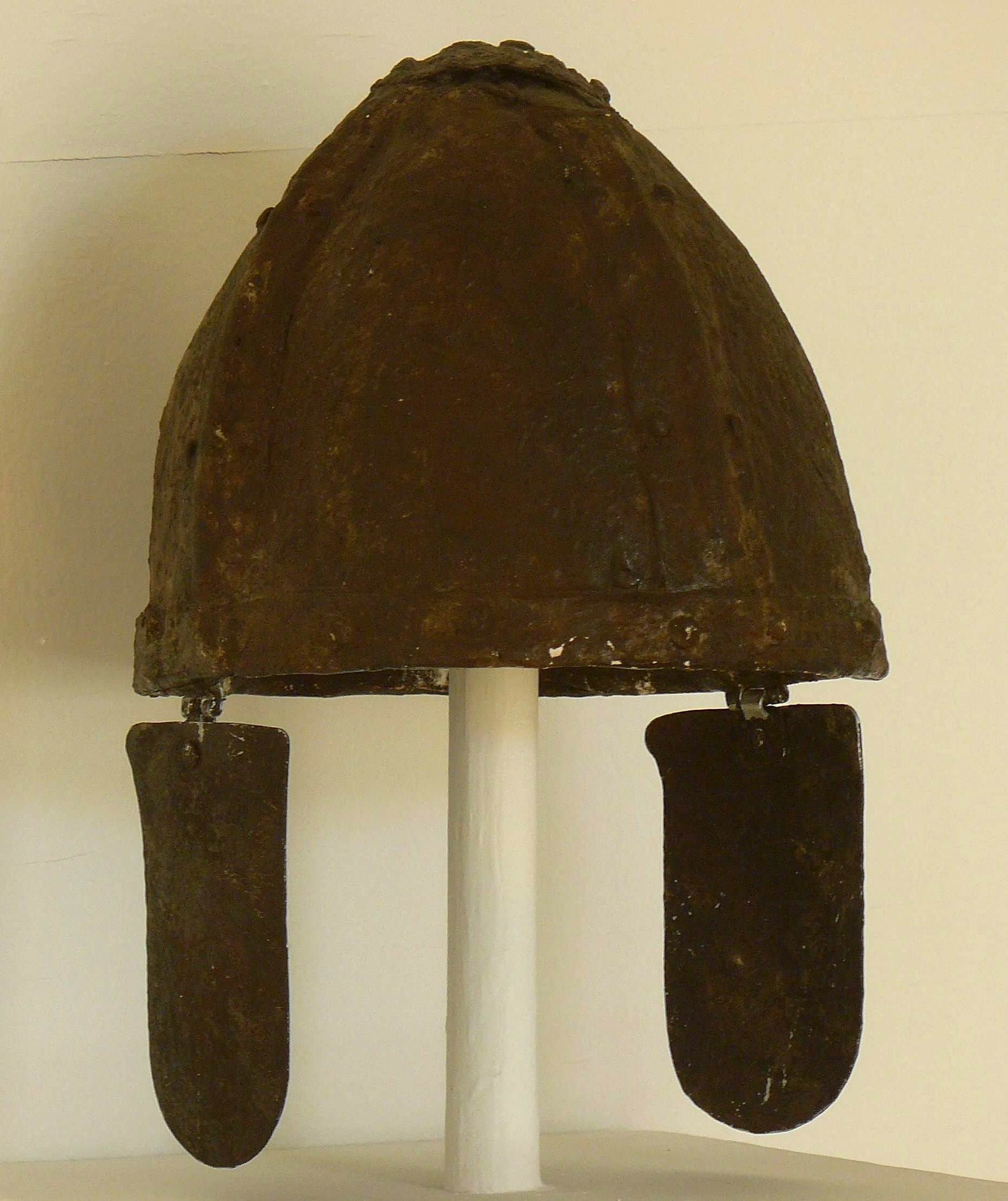
Der eiserne Spangenhelm aus Sinj

Bei strenger Handhabung des Begriffes Spangenhelm, werden darunter nur Helme verstanden, deren Aufbau tatsächlich (nicht nur optisch) aus sich im Scheitelpunkt vereinigenden Spangen besteht. Demnach sind neben den Spangenhelmen des Typs Baldenheim nur fünf weitere echte Spangenhelme bekannt. Davon stammen zwei aus Ägypten, zwei aus Kroatien St. Vid/Narona und Sinj (Kroatien) und einer aus dem Irak (Ninive III). Mit Ausnahme des irakischen Exemplars, der auch Bronze enthält, sind alle diese Helme reine Eisenhelme.
Die beiden in Ägypten gefundenen Exemplare und jener aus St. Vid/Narona (V.) sind untereinander sehr ähnlich und gehören zum Typ Deir el-Medina/Leiden. In Leiden wird einer der ägyptischen Helme aufbewahrt, der andere (aus Deir el-Medina) befindet sich im Ägyptischen Museum in Kairo. Bei den eisernen Spangenhelmen des Deir el-Medina/Leiden-Typs sind die Wangenklappen und der Nackenschutz, die allesamt aus Eisenblechen bestehen, mit Eisen-Scharnieren an der Kalotte befestigt. Die Helmkalotte selbst wird von vier bis sechs eisernen Spangen, die gerade Seiten aufweisen, zusammengehalten. Die erhöhte Rostanfälligkeit von Eisenhelmen gegenüber Bronzeteilen könnte die relative Fundhäufigkeit dieses Helmtyps in den Trockengebieten Nordafrikas gegenüber den feuchteren Klimaten Mitteleuropas erklären, wo Spangenhelme mit Bronzeteilen (Typ Baldenheim) dominieren. Die Helme dieses Typs sind jedoch nicht näher datierbar.
Eine Einzelform bildet der Eisenspangenhelm von Sinj (Kroatien), der im Jahr 1964 in einem Grab innerhalb eines römischen Militärkastells gefunden wurde und vermutlich spätantiken Ursprungs ist. Der Helm lag nur noch in Bruchstücken vor und wurde im Archäologischen Museum in Zagreb teilweise rekonstruiert. Er besteht aus einem schmalen, eisernen Stirnreif, vier eisernen, schmalen Spangen, die sich zum Stirnring hin nur unwesentlich verbreitern und den damit vernieteten, eisernen Zwischenblättern, die die Helmkalotte bilden. Oben am Schnittpunkt der Spangen befindet sich eine eiserne Zimierscheibe, die an der Mitte einen flachen Niet oder eine abgebrochene Zimierkostruktion trägt. Die Wangenklappen und der Nackenschutz fehlen. In der Rekonstruktion besitzt der Helm allerdings mit Scharnieren befestigte Wangenklappen.

## Spangen-Lamellenhelme

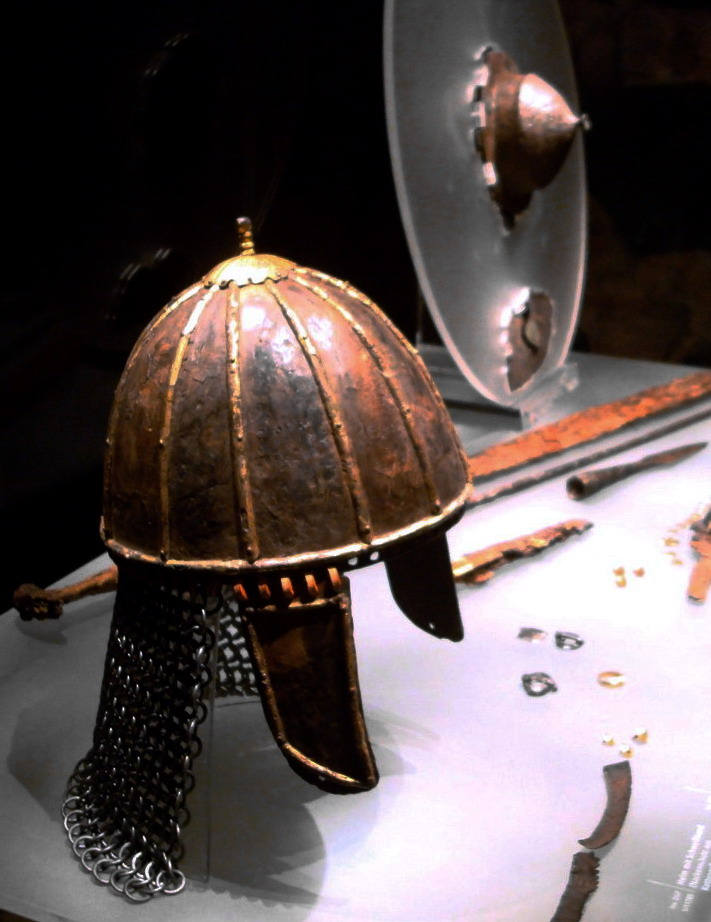
Spangen-Lamellenhelm aus dem Knabengrab unter dem Kölner Dom

Eine Sonderform bilden drei sogenannte Spangen-Lamellenhelme aus Köln (Knabengrab unter dem Kölner Dom), Kertsch (Ukraine) und Mezöband (Ungarn). Vergleichbare Formen sind auch aus dem Nordkaukasus bekannt. Der Kölner Helm wurde etwa um 540 n. Chr. für einen etwa sechsjährigen Jungen gefertigt und besteht aus 12 Hornlamellen, die von damit vernähten Kupferspangen zusammengehalten werden. Zusätzliche Stabilität gibt ein Stirnreif aus Horn, der mit einem vergoldeten Bronzereif überdeckt ist. Der Helm aus Kertsch wird auf die Zeit kurz vor 600 n. Chr. datiert.

## Bandhelme und Band-Spangenhelme

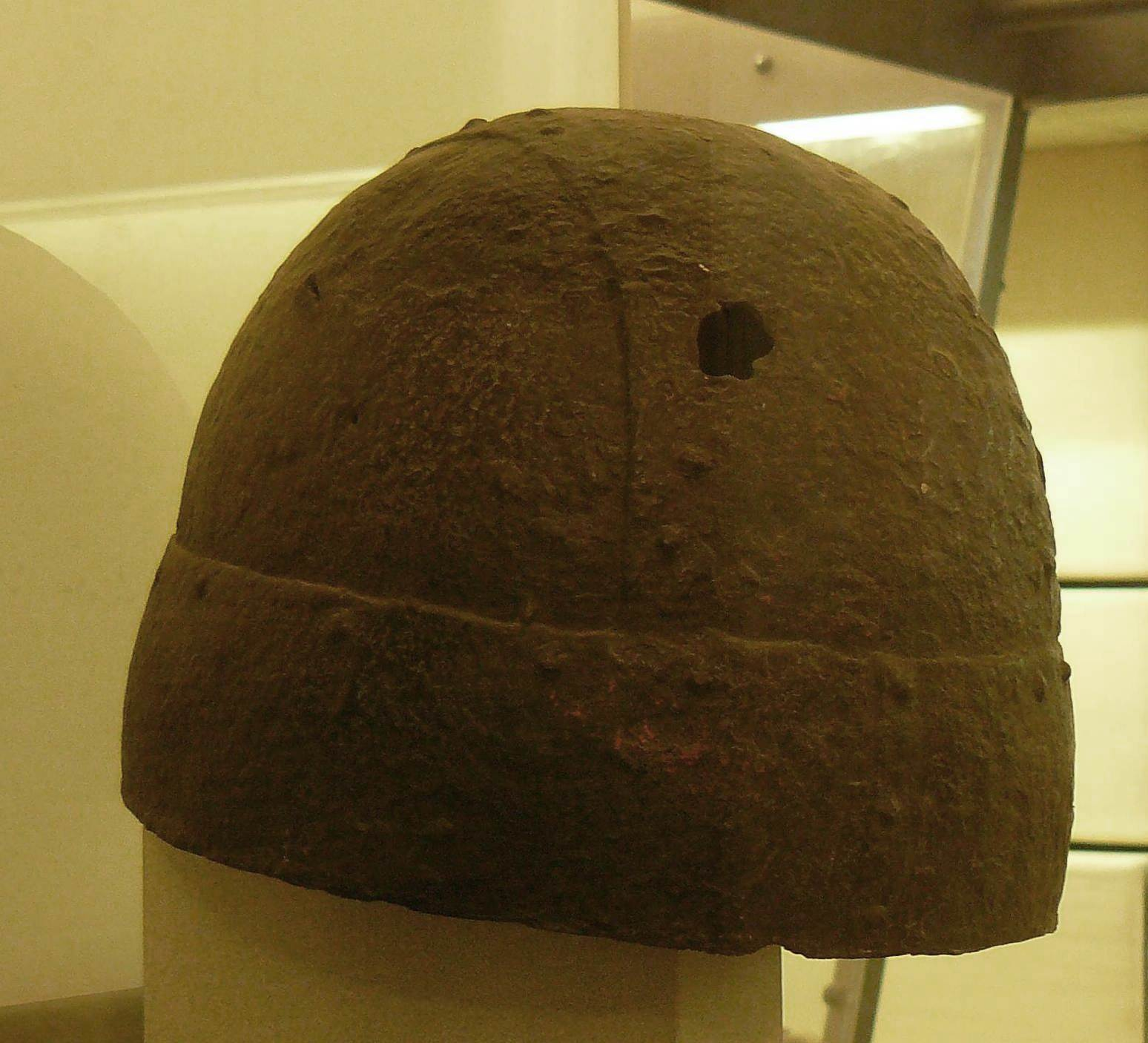
Nachbau des Bandhelms aus Narona im Archäologischen Museum Split

Äußerlich ähnliche Helme, deren Aufbau durch mindestens ein geschlossenes Scheitelband charakterisiert ist, werden strenggenommen nicht als Spangenhelme, sondern als Bandhelme (ein Eisenband oder zwei sich überkreuzende Eisenbänder) beziehungsweise Band-Spangenhelme (ein Eisenband und zwei Spangen) bezeichnet. Alle diese Helme sind aus Eisen gefertigt. Bandhelme kennt man aus St. Vid/Narona (Kroatien), Bretzenheim (Mainz), Shorewell (Isle of Wight) und Schumen, Band-Spangenhelme sind in fünf Exemplaren aus iranisch-irakischen Fundorten (Typ Amlash bzw. Amlasch, benannt nach dem Fundort Amlasch im Verwaltungsbezirk Amlasch im Norden Irans) und einem Einzelexemplar aus Trivières (Belgien) bekannt. Von all diesen Helmen sind nur die Helme aus Bretzenheim (um 500 n. Chr.), St. Vid/Narona (etwa wie Spangenhelme des Typs Baldenheim) und die des Typs Amlasch (Ende des 6. bis Anfang des 7. Jahrhunderts n. Chr.) genauer datierbar.
Bisweilen werden Bandhelme dieses Typs (St. Vid/Narona) auch in das 10. Jahrhundert datiert. Verschiedene Abbildungen im Leidener Makkabäer-Codex aus dem frühen 10. Jahrhundert zeigen beispielsweise Krieger, die mit sehr ähnlichen Helmen abgebildet sind.